# John Bayard Anderson
John Bayard Anderson (15. ledna 1922 Rockford, Illinois – 3. prosince 2017) byl americký politik, člen Sněmovny reprezentantů v letech 1961–1981 a kandidát na prezidenta v roce 1980.

## Životopis
Pochází z rodiny maloobchodníka švédského původu. Zúčastnil se 2. světové války, pak vystudoval práva na University of Illinois a v roce 1956 byl zvolen návladním. V roce 1961 se stal kongresmanem za republikány. Zpočátku byl řazen ke konzervativním poslancům, když neúspěšně navrhl ústavní dodatek vyhlašující nejvyšší svrchovanost Ježíše Krista nad Spojenými státy. Postupně se ale posunul doleva, byl kritikem války ve Vietnamu a Richarda Nixona. V roce 1980 oznámil kandidaturu na prezidenta. Poté, co ho v republikánských primárkách porazil Ronald Reagan, rozhodl se kandidovat jako nezávislý. Podle prvních průzkumů měl podporu čtvrtiny voličů, ale nakonec získal jen 7 % hlasů a žádného volitele.
Po odchodu z politiky se živil přednáškami na vysokých školách, v roce 1992 založil hnutí FairVote, usilující o to, aby bylo v amerických volbách zavedeno alternativní hlasování.